# St. Johann im Felde

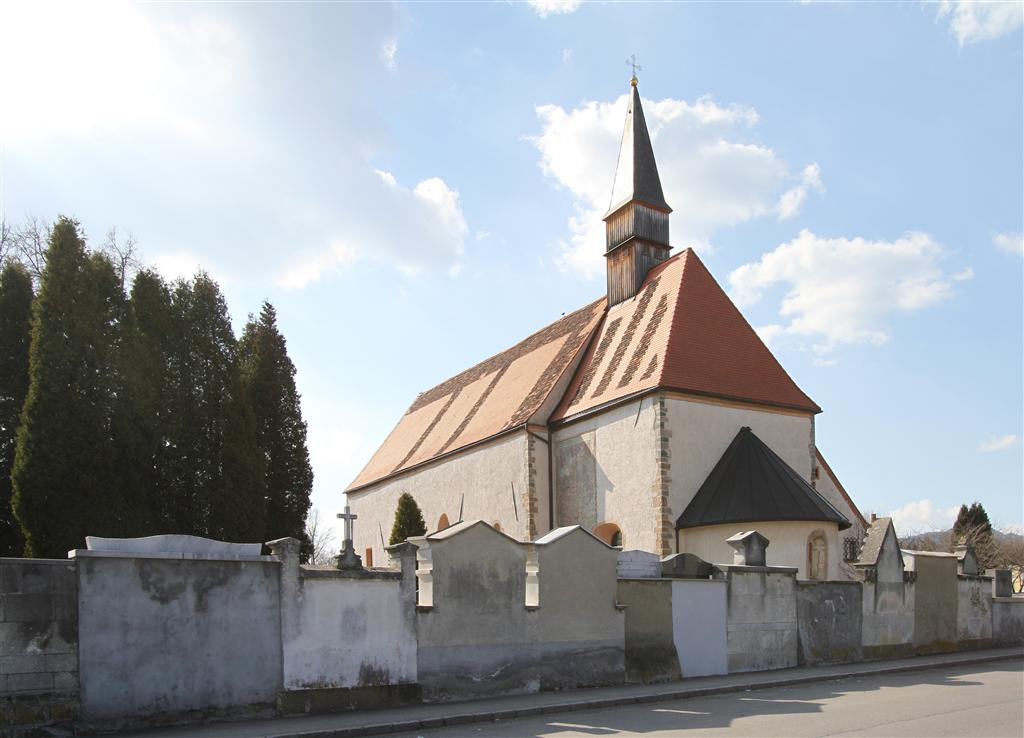
Sankt Johann im Felde Knittelfeld

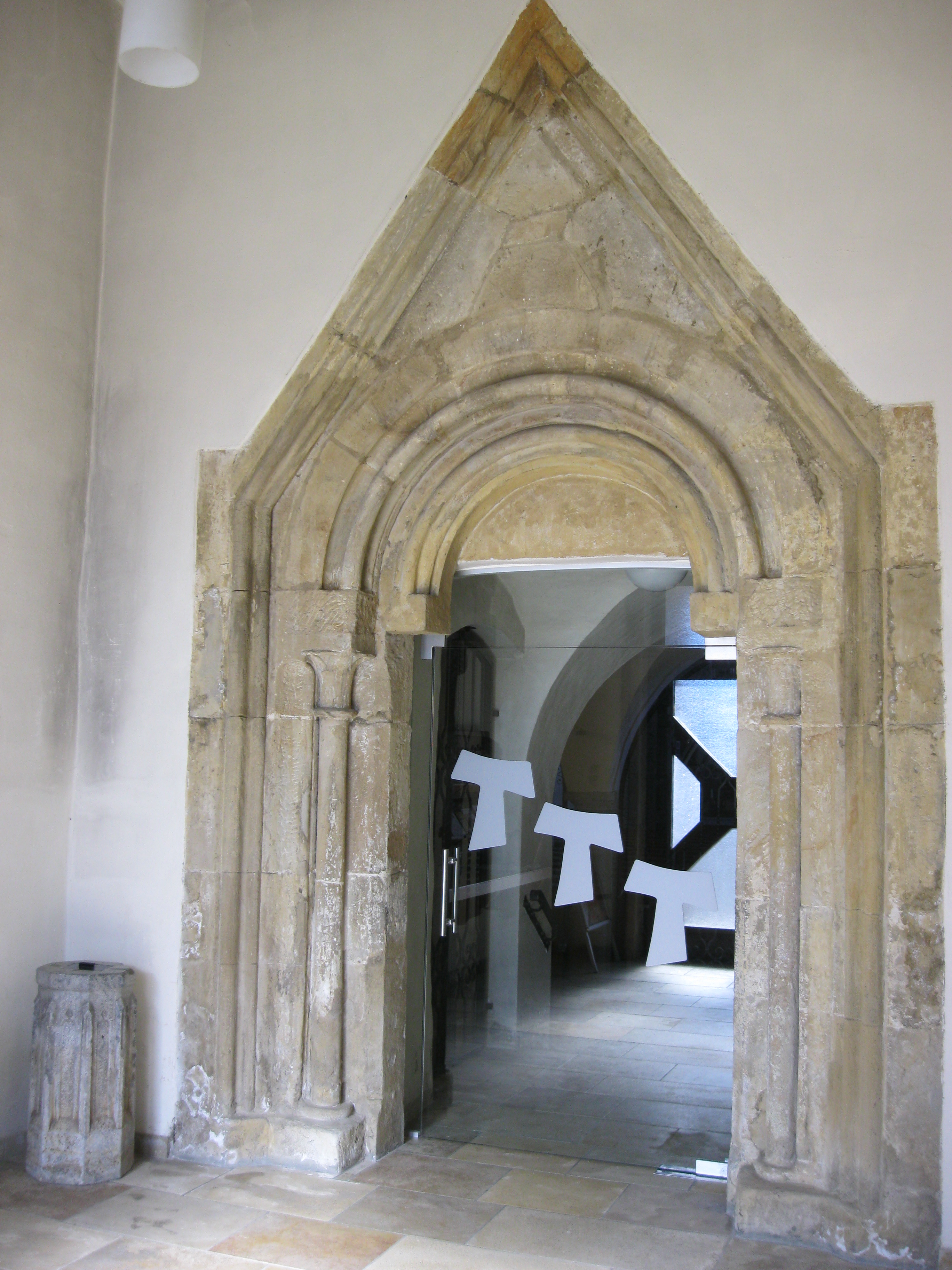
Portal

Die Filialkirche St. Johann im Felde steht in der Stadtgemeinde Knittelfeld im Bezirk Murtal in der Steiermark. Die römisch-katholische Kirche gehört als Filialkirche der Pfarre Knittelfeld zum Dekanat Knittelfeld in der Diözese Graz-Seckau. Die Kirche steht unter Denkmalschutz (Listeneintrag).

## Geschichte
Die Annahme, dass die von Chorbischof Modestus im späten 9. Jahrhundert gegründete ecclesia ad Undrimas bereits mit Sankt Johann im Felde gleichzusetzen sei, hat sich nicht bestätigt, da archäologisch kein Vorgängerbau nachgewiesen werden konnte. Die heutige Johannes dem Täufer gewidmete Kirche wurde vielmehr 1224 erstmals als ecclesia in Chnuttelvelde genannt. Seit Errichtung der neuen Stadtpfarrkirche im mittleren 15. Jahrhundert diente sie als Friedhofskirche. 1481 erfolgte nach Zerstörung der Kirche bei einem der Türkeneinfälle in Steiermark ein Wiederaufbau und spätgotische Einwölbung des Kirchenraums. Von einem um 1800 geplanten Turmbau kam nur das Untergeschoß zur Ausführung.
Nach Zerstörung der Stadtpfarrkirche im Zweiten Weltkrieg diente die Johanneskirche von 1945 bis 1956 vorübergehend als Pfarrkirche der Stadt. In dieser Zeit erhielt sie 1947 einen Sakristeianbau. Bei der Restaurierung um 1980 wurde die vermauerte Apsis wieder geöffnet. 

## Architektur
Die Filialkirche St. Johann im Felde ist eine im Kern romanische Saalkirche mit Vorchorjoch und Apsis, bekrönt von einem Dachreiter. Das von einem Dreiecksgiebel geschlossene Säulenportal mit Kelchkapitellen wurde nachträglich unter Beseitigung des inneren Säulenpaares und des Tympanonreliefs vergrößert. Bei ihrer Umgestaltung zur spätgotischen Wandpfeilerkirche mit eingezogenen Strebepfeilern erhielt die Kirche im Schiff ein Netzgewölbe, im Chorjoch ein achtteiliges Sterngewölbe.

## Ausstattung
Aus der spätmittelalterlichen Bauphase der Kirche stammt das um 1490 entstandene Triumphkreuz, aus der Reformationszeit der 1543 datierte Taufstein mit Priesterwappen. Um 1760 erfolgte eine spätbarocke Neuausstattung durch einen Tabernakelaltar (heute in der Kapuzinerkirche) und zwei Seitenaltäre mit der Darstellung von Mariä Himmelfahrt und Jakobus dem Älteren im Altarbild.

### Ausmalung
Bei der Restaurierung der Kirche 1979 wurden die 1770 übertünchten Fresken freigelegt. Das Gewölbe des Schiffs besitzt eine spätgotische Rankenmalerei mit Wappendarstellungen und einer Halbfigur des Johannes des Täufers, die Nordwand zeigt eine 1516 entstandene Sacra conversazione mit der Madonna im Gespräch mit den Heiligen Hieronymus, Barbara, Katharina und Bartholomäus sowie die Stifterfamilie Filip Fleischacker, der Triumphbogen die gleichfalls 1516 datierte Weltgerichtsdarstellung der Apokalypse.
Zur nachreformatorischen Neuausmalung der Zeit um 1620 gehören die Verkündigung und Anbetung der Hirten auf der Nordseite des Schiffs sowie die Chorausmalung mit dem Pfingstwunder, der Aufnahme Mariens in den Himmel sowie die Rückkehr des Verlorenen Sohns, die Apsis zeigt Engel mit den Leidenswerkzeugen Christi.

### Orgel
Die Johanneskirche besitzt eine aus der Pfarrkirche Großlobming übertragene Orgel des frühen 18. Jahrhunderts. Das 1978/79 restaurierte Werk zeigt die folgende Disposition:
| Manual C–f3 |           |       |
| 1.          | Gedackt   | 8′    |
| 2.          | Prinzipal | 4’    |
| 3.          | Flöte     | 4’    |
| 4.          | Quinte    | 2 ⁄3‘ |
| 5.          | Octav     | 2’    |
| 6.          | Mixtur II | 1′    |

| Pedal C–d1 |           |     |
| 7.         | Subbass   | 16′ |
| 8.         | Offenbass | 08′ |

- Koppeln: I/P

### Glocken
Die Johanneskirche besitzt eine Glocke mit der Inschrift Florentin Streckfuß zu Graz goß mich 1707; eine weitere, 1719 von seinem Nachfolger Anton Pigneth gegossene Glocke wurde im Zuge der Glockenablieferung 1916 konfisziert. 